# Saetheria reissi
Saetheria reissi är en tvåvingeart som beskrevs av Jackson 1977. Saetheria reissi ingår i släktet Saetheria och familjen fjädermyggor. Arten har ej påträffats i Sverige. Inga underarter finns listade i Catalogue of Life.